# Twentieth Century Church of God
Twentieth Century Church of God är ett amerikanskt trossamfund bildat 1990 av C. Kenneth Rockwell and David E. Barth och andra avhoppare från Worldwide Church of God, som var missnöjda med den teologiska nyorientering, som iscensatts av Joseph W Tkach efter grundaren Herbert W Armstrongs död 1986.
Man ger ut tidskriften Voice from Afar Newsletter.